# Marilda Donà
Marilda Donà (Castelgomberto, 19 novembre 1955) è un'attrice italiana.

## Biografia
Nata a Castelgomberto, in provincia di Vicenza — nello stesso giorno, mese e anno di Gloria Guida — con la quale ha recitato nei film L'affittacamere (1976) e La casa stregata (1982). Sul grande schermo fa il suo esordio nel 1975, a diciannove anni, nel film Di che segno sei? di Sergio Corbucci. Nei quindici anni seguenti, partecipa a quasi venti pellicole raggiungendo un certo picco di popolarità nei primi anni ottanta, quando recita accanto a Bud Spencer in Occhio alla penna e a Renato Pozzetto in La casa stregata. In questo periodo posa nuda per l'edizione italiana di Playboy. Nel 1990 recita nel suo ultimo film. Dopo un lungo periodo di silenzio, la ritroviamo sul canale satellitare Alice, dapprima presente nel bouquet di Sky, condurre un programma sulla cucina veneta intitolato Risi & Bisi.

## Filmografia

### Cinema
- Fuoco, episodio di Di che segno sei?, regia di Sergio Corbucci (1975)
- L'affittacamere, regia di Mariano Laurenti (1976)
- Movie Rush - La febbre del cinema, regia di Ottavio Fabbri (1976)
- Cara sposa, regia di Pasquale Festa Campanile (1977)
- Ritornano quelli della calibro 38, regia di Giuseppe Vari (1977)
- Arriva lo sceicco, episodio di Ride bene... chi ride ultimo, regia di Gino Bramieri (1977)
- Sarò tutta per te, episodio di Dove vai in vacanza?, regia di Mauro Bolognini (1978)
- L'importante è non farsi notare, regia di Romolo Guerrieri (1979)
- Speed Cross, regia di Stelvio Massi (1980)
- Occhio alla penna, regia di Michele Lupo (1981)
- La casa stregata, regia di Bruno Corbucci (1982)
- A tu per tu, regia di Sergio Corbucci (1984)
- Laggiù nella giungla, regia di Stefano Reali (1986)
- The Barbarians, regia di Ruggero Deodato (1987)
- Ottobre rosa all'Arbat, regia di Adolfo Lippi (1990)

### Televisione
- La gatta, regia di Leandro Castellani – miniserie TV (1978)
- Quattro delitti – serie TV, episodio Winchester M2 (1979)
- La nouvelle malle des Indes, regia di Christian-Jaque – miniserie TV (1981)
- Incantesimo – serie TV (2007)